# Tesfaye Tafa
Tesfaye Tafa (15 november 1962) is een voormalige Ethiopische langeafstandsloper, die gespecialiseerd was in de marathon. Hij werd Afrikaans kampioen in deze discipline.

## Loopbaan
In 1989 won Tafa de marathon van Mexico-Stad in een parcoursrecord van 2:17.54. Een jaar later won hij een gouden medaille op de marathon bij deAfrikaanse kampioenschappen in Caïro. Met een tijd van 2:33.38 bleef hij zijn landgenoten Belaye Wolshe en Negash Dube voor. Ook werd hij veertiende bij de wereldkampioenschappen veldlopen en tweede in de landenwedstrijd van dit kampioenschap.
Tafa kreeg in Nederland met name bekendheid vanwege zijn overwinning in 1991 op de marathon van Amsterdam. Zijn winnende tijd was 2:13.26. Ook nam hij in 1999 deel aan de marathon van Enschede, maar in deze wedstrijd finishte hij slechts als zevende in 2:20.35.

## Titels
- Afrikaans kampioen marathon - 1990

## Persoonlijk record
| Onderdeel | Prestatie | Datum           | Plaats        |
| --------- | --------- | --------------- | ------------- |
| marathon  | 2:11.57   | 31 oktober 1993 | San Sebastian |

## Palmares

### 15 km
- 1999: 13e Zevenheuvelenloop - 45.06

### 20 km
- 1996:  Djibouti - 1:05.45

### halve marathon
- 1990:  halve marathon van Coamo - 1:03.24
- 1992:  halve marathon van Coamo - 1:03.50

### marathon
- 1988: 40e marathon van Fukuoka - 2:24.27
- 1989: 40e marathon van Milaan - 2:18.23
- 1989:  marathon van Addis Ababa - 2:21.05
- 1989:  marathon van Mexico-Stad - 2:17.54
- 1990:  Afrikaanse kamp. - 2:33.38
- 1990: 11e marathon van Boston - 2:14.29
- 1990:  marathon van Caïro - 2:33.38
- 1990: 31e marathon van Fukuoka - 2:21.04
- 1991: 7e Boston Marathon - 2:14.07
- 1991:  marathon van Amsterdam - 2:13.26
- 1992: 10e marathon van Boston - 2:13.36
- 1992: 18e marathon van Berlijn - 2:16.01
- 1992: 4e marathon van Peking - 2:13.50
- 1993: 14e marathon van San Sebastian - 2:11.57
- 1994: 11e marathon van Peking - 2:14.54
- 1995: 19e marathon van Athene - 2:18.57
- 1995:  marathon van Addis Ababa - 2:20.26
- 1996: 14e marathon van Wenen - 2:22.58
- 1996: 11e marathon van Saint Paul - 2:20.58
- 1996:  marathon van Warwick - 2:16.14
- 1997: 9e marathon van Frankfurt - 2:15.36
- 1997: 11e marathon van Amsterdam - 2:20.06
- 1997:  marathon van Lissabon - 2:16.33
- 1998:  marathon van Aubigny-sur-Nere - 2:15.18
- 1998:  marathon van Bratislava - 2:18.09
- 1998:  marathon van Wenen - 2:12.43
- 1998: 5e marathon van Caen - 2:19.43
- 1998: 12e marathon van Peking - 2:18.48
- 1999: 7e marathon van Enschede - 2:20.35

### veldlopen
- 1989: 5e WK veldlopen (3e landenwedstrijd)
- 1990: 14e WK veldlopen (2e landenwedstrijd)